# 激辛グルメ祭り
激辛グルメ祭り（げきからグルメまつり）は、毎年夏から秋に開催される日本最大の激辛グルメのイベント。多くの激辛ファンに支持されている激辛グルメの祭典である。激辛グルメ祭り実行委員会が主催。 2013年より新宿区立大久保公園で開催されている。

## 概要
本イベントは多くのファンに支持されている「激辛」を徹底的に突き詰め、「激辛だけど超うまい！」をテーマに世界各国を代表する厳選された激辛グルメが集結するイベント。インド料理・タイ料理・ベトナム料理・朝鮮料理・中華料理・ラーメンなど、世界各国を代表する激辛グルメの名店が一堂に会し、激辛ビギナーからマニアまで、多くの激辛ファンに支持されて2018年までに延べ70万人が来場したグルメイベントである。
全ての店舗で辛さの調節が可能で、激辛グルメビギナーからマニアまで幅広く楽しむ事ができる。
1回目の2013年から新宿区歌舞伎町の特設会場（大久保公園）で開催されている。

## 開催概要
いずれも、激辛グルメ祭り実行委員会が主催している。

### 2013年（第１回）
- 期間：2013年8月22日(木) - 9月1日(日)
- 営業時間：11：30～21：00
- 会場：新宿・歌舞伎町大久保公園特設会場
- 料金：入場無料・食券制
- 主催：激辛グルメ祭り実行委員会
- 共催：歌舞伎町タウン・マネージメント
- 後援：新宿区
- 協力：歌舞伎町商店街振興組合、歌舞伎町二丁目町会
- 協賛：ザ・プレミアムモルツ、角ハイボール、セブン-イレブン

2013年は全9店舗11日間の開催で約7万人の激辛グルメファンが来場。
イメージキャラクターは道端アンジェリカを起用。
【出店店舗】
- マンダラ（インド料理）
- ダクシン (インド料理)
- ムアン・タイ・なべ（タイ料理）
- ソウルフードバンコク (タイ料理)
- 京華樓 (四川料)
- エチオピア (カリーライス専門店)
- 蒙古タンメン中本 (ラーメン)
- 幸永 (朝鮮料理)
- FONDA DE LA MADRUGADA (メキシコ料理)

【同時開催】
「激辛グルメ祭り杯争奪」
お笑いバトルコロシアム　in大久保公園
会場内ステージにて、吉本興業の若手芸人総勢180組が頂点をめざしお笑いバトルを繰り広げた。最終日の決勝戦では、あべこうじがMCを務め、会場を盛り上げた。
次世代を担う若手芸人の珠玉のネタの数々を激辛グルメとあわせて楽しめるイベントとなった。
- ☆予選日時：8月24日(土)、25日(日)、31日(土)

　　　　　　　(1) 13:00～14:00／(2) 17:00～18:00
- ★決勝戦日時：9月1日(日)　17:00～18:30

### 2014年（第２回）
- 期間： 2014年9月9日(火) - 15日(月・祝) - 24日(水)

　　　　　※9月16日(火)は店舗入替のため休業
- スケジュール
  - 1st Round　2014年9月9日（火）- 15日(月・祝)
  - 2nd Round  2014年9月17日(水) - 24日(水)

　　　　　　※9月16日(火)は店舗入替のため休業
- 営業時間：11:30～21:00
- 会場：新宿・歌舞伎町大久保公園特設会場
- 料金：入場無料・食券制
- 主催：激辛グルメ祭り実行委員会
- 共催：歌舞伎町タウン・マネージメント
- 後援：新宿区
- 協力：歌舞伎町商店街振興組合、歌舞伎町二丁目町会
- 協賛：サントリー、セブン-イレブン、日清食品

店舗数も開催期間も2013年よりパワーアップし、1st Round、
2nd Round に分かれ、全17店舗が出店。イメージキャラクターは、激辛グルメが大好物の激辛女王・IKKO。
全17店舗15日間の開催で約10万人の激辛グルメファンが来場。
【出店店舗】
【1st Round　2014年9月9日（火）- 15日(月・祝)】
- 蒙古タンメン中本（ラーメン）
- FONDA DE LA MADRUGADA (メキシコ料理）
- タイレストラン　メナムのほとり (タイ料理）
- 辛ちゃん (朝鮮料理)
- マンダラ (インド料理)
- ヴェトナム・アリス (ベトナム料理)
- Dippalace (インド料理)
- 京華樓 (四川料理)
- ソムオー (タイ料理)

【2nd Round  2014年9月17日(水) - 24日(水)】
- 蒙古タンメン中本 (ラーメン)
- フォーハノイ (ベトナム料理)
- 陳家私菜グループ　湧の台所 赤坂 (中国料理)
- ガパオ食堂 (タイ料理)
- 幸永 (朝鮮料理)
- ソウルフード バンコク (タイ料理)
- ソウルフード インディア (インド料理)
- エチオピア (カリーライス専門店)
- 福満園　別館 (中華料理)

【同時開催】
「激辛グルメ祭り杯争奪」
お笑いバトルコロシアム　in大久保公園
会場内ステージにて、次世代を担う吉本興業の芸歴3年以内の若手芸人180組が、頂点をめざしお笑いバトルを繰り広げた。
決勝戦では、あべこうじが２度目のMCを務め、会場を盛り上げた。
- ◇予選日時：9月13日(土)、14日(日)、15日(月・祝)

　(1) 13:00～14:00／(2) 17:00～18:00
- ☆準決勝日時：9月20日(土)、21日(日)

　(1) 13:00～14:00／(2) 17:00～18:00
- ★決勝日時：9月23日(火・祝)　17:00～18:30

### 2015年（第3回）
- 期間：2015年9月2日（水）- 23日（水）
- 営業時間；11；30～21：00
- スケジュール
  - 1st Round　９月2日（水）- 7日（月）、6日間開催
  - 2nd Round　９月9日（水）- 15日（火）、7日間開催
  - 3rd Round　９月17日（木）- 23日（水）、7日間開催

※3部制　計20日間開催
※9/8、9/16日は店舗入替日 のため休業
- 会場：新宿・歌舞伎町大久保公園特設会場
- 料金：入場無料・食券制
- 主催：激辛グルメ祭り実行委員会
- 共催：歌舞伎町タウン・マネージメント
- 後援：新宿区
- 協力：歌舞伎町商店街振興組合、歌舞伎町二丁目町会、エルコム

イメージキャラクターとして、2014年に引き続き激辛グルメが大好物の激辛女王・IKKOを起用。
【出店店舗】
【1st Round　9月2日(水) - 7日(月)、6日間開催】
- 蒙古タンメン中本 (日本ラーメン)
- エチオピア (カリーライス専門店)
- 京華樓 (四川料理)
- 陳家私菜 (中国料理)
- ヴェトナム・アリス (ベトナム料理)
- 赤い壺 (とうがらし料理専門店)
- プングム TAK CAFE (朝鮮料理)
- サファリ　アフリカン レストランバー (エチオピア料理)
- 宇都宮餃子館 (餃子)

【2nd Round　9月9日(水) - 15日(火)、7日間開催】
- 蒙古タンメン中本 (日本ラーメン)
- エチオピア (カリーライス専門店)
- 京華樓 (四川料理)
- 陳家私菜 (中国料理)
- BANH XEO SAI GON［バインセオ サイ ゴン］(ベトナム料理)
- ソウルフードバンコク (タイ料理)
- ヌルンジ (朝鮮料理)
- サフラン池袋 幻のインド料理 (インド料理)
- 馬来風光美食［マライフウコウビショク］(マレーシア料理)

【3rd Round　9月17日(木) - 23日(水)、7日間開催】
- 蒙古タンメン中本 (ラーメン)
- 京華樓 (四川料理)
- 福満園 別館 (中国料理)
- フォーハノイ (ベトナム料理)
- 幸永 (朝鮮料理)
- インドレストラン マンダラ (インド料理)
- FONDA DE LA MADRUGADA　フォンダ・デ・ラ・マドゥルガーダ　(メキシコ料理)
- タイ料理 バーン キラオ (タイ料理)
- 武蔵野うどん 藤原 (うどん)

### 2016年（第4回）
- 期間：8月25日（木）- 9月19日（月）
- スケジュール
  - 1st Round　8月25日（木）- 31日（水）、計7日間
  - 2nd Round　9月2日（金）- 11日（日）、計10日間
  - 3rd Round　9月13日（火）- 19日（月）、計7日間

※9月1日、12日は店舗入替日のため休業
- 営業時間11:00～21:00
- 会場：新宿・歌舞伎町大久保公園特設会場
- 料金：入場無料・食券制
- 主催：激辛グルメ祭り実行委員会
- 共催：歌舞伎町タウン・マネージメント
- 後援：新宿区
- 協力：歌舞伎町商店街振興組合、歌舞伎町二丁目町会、エルコム、ニイタカ

出店店舖数は過去最多の23店舖。
【出店店舗】
【1st Round　8月25日（木）- 31日（水）、計7日間】
- 蒙古タンメン中本（日本・ラーメン）
- モンゴリアン・チャイニーズ　BAO（モンゴル・中国料理）　※初出店
- 陳家私菜（中国料理）
- プングム（朝鮮料理）
- BANH XEO SAI GON　バインセオ サイ ゴン（ベトナム料理）
- ヌアサヤム（タイ料理）　※初出店
- 天府舫（中国料理）　※初出店
- 赤い壺（とうがらし料理専門店）

【2nd Round　9月2日（金）- 11日（日）、計10日間】
- 蒙古タンメン中本（日本・ラーメン）
- エチオピア（カリーライス専門店）
- 陳家私菜（中国料理）
- ホルモン焼　幸永（朝鮮料理）
- LOTUS PALACE（ベトナム料理）　※初出店
- タイ料理 バーン キラオ（タイ料理）
- 横浜ボンベイ　高田馬場店（カリーライス専門店）　※初出店
- 七宝麻辣湯（中国料理）　※初出店
- 宇都宮餃子館（餃子専門店）

【3rd Round　9月13日（火）- 19日（月）、計7日間】
- 蒙古タンメン中本（ラーメン）
- 武蔵野うどん 藤原（うどん）
- 京華樓（四川料理）
- ナングロ　ガル（ネパール料理）　※初出店
- ホルモン焼　幸永（朝鮮料理）
- ヴェトナム・アリス（ベトナム料理）
- ソウルフードバンコク（タイ料理）
- インドレストラン マンダラ（インド料理）
- バーンリムパー（タイ料理）　※初出店

### 2017年（第5回）
- 期間：2017年8月23日（水）- 9月10日（日）
- スケジュール
  - 1st Round　8月23日（水）- 27日（日）、計5日間
  - 2nd Round　8月29日（火）- 9月3日（日）、計6日間
  - 3rd Round　9月5日（火）- 10日（日）、計6日間

　　　 ※3部制　計17日間開催　※8月28日、9月4日は店舗入替日 のため休業
- 営業時間11:00～21:00
- 会場：新宿・歌舞伎町大久保公園特設会場
- 料金：入場無料・食券制
- 主催：激辛グルメ祭り実行委員会
- 共催：歌舞伎町タウン・マネージメント
- 後援：新宿区
- 協力：歌舞伎町商店街振興組合、歌舞伎町二丁目町会、エルコム、ニイタカ

過去最多の24店舗。2015年より導入し大好評の3ラウンド制を継続。
特別企画として「カレーファウンテン」・「ビールタワー」・「1mソーセージ」が登場した。
- 「カレーファウンテン」

串カツや野菜をカレーにディップして食べる。辛さ調節ができる３種の超激辛ソースを使用。
- 「ビールタワー」

話題のビールタワーが各日20台限定で会場に。4リットルものビールが入って5,000円（税込）で提供された。
- 「1mソーセージ」

3rd Roundに出店する「赤い壺」が数量限定で販売。
「燻製工房ハントヴェルク」とコラボし、長さ1mの「激長激辛ソーセージ」
で、ハラペーニョや、ジョロキアなど3種類の唐辛子を使用し、辛さも3段階で楽しめるスペシャルメニュー。
- 5周年記念！“リムジンで送迎＆食べ放題＆飲み放題”「#5年目の辛骨頂キャンペーン」実施[6]。

【出店店舗】
【1st Round　8月23日（水）- 27日（日）、5日間開催】
- 蒙古タンメン中本（日本ラーメン）
- 辛ちゃん（朝鮮料理）
- チェンマイ食堂マイホーム（タイ料理）
- エチオピア（カリーライス専門店）
- BANH XEO SAI GON（ベトナム料理）
- 京華楼（四川料理）
- モンゴリアン・チャイニーズ　BAO（モンゴル・中国料理）
- バーンリムパー（タイ料理）
- FONDA DE LA MADRUGADA（メキシコ料理）

【2nd Round　8月29日（火）- 9月3日（日）、6日間開催】
- 郭 政良 味仙（台湾ラーメン）
- ホルモン焼 幸永（朝鮮料理）
- クンヤー（タイ料理）
- 陳家私菜（中国料理）
- 京華樓（中国料理）
- プングム（朝鮮料理）
- ソウルフードバンコク（タイ料理）
- ソウルフードインディア（インド料理）
- サフラン池袋（インド料理）

【3rd Round　9月5日（火）- 10日（日）、6日間開催】
- 四川担担麺 阿吽（担担麺専門店)
- ホルモン焼 幸永（朝鮮料理）
- ヴェトナム・アリス（ベトナム料理）
- 陳家私菜（中国料理）
- 赤い壺（唐辛子料理専門店）
- 下北沢 天華（四川料理）
- アジアンタワン168（タイ料理）
- 宇都宮餃子館（餃子専門店）
- スペインクラブ銀座（スペイン料理）

### 2018年（第6回）
- 期間 2018年8月21日(火) - 9月15日(月・祝) - 24日(水)

※8月27日、9月3日、9月10日は店舗入れ替えのため休業
- スケジュール
  - 1st round　8月21日(火) - 26日(日)　
  - 2nd round　8月28日(火) - 9月2日(日)　
  - 3rd round　9月4日(火) - 9日(日)　
  - 4th round　9月11日(火) - 17日(月・祝)

　　　合計25日間
- 会場：新宿・歌舞伎町大久保公園特設会場
- 主催：激辛グルメ祭り実行委員会
- 共催：歌舞伎町タウン・マネージメント
- 後援：新宿区
- 協力：歌舞伎町商店街振興組合、歌舞伎町二丁目町会、エルコム、ニイタカ

様々なキャンペーンも実施され話題となった。
- スペシャルキャンペーン

着用すると、激辛グルメ祭り2018の期間内であれば、毎日お好きな激辛グルメを1日あたり3食まで無料で食べられる特別なTシャツを、限定1名にプレゼント。
- 激辛調査

激辛グルメの最先端イベントとして激辛に関する細かな調査を行い発表。
- 会場レポート

毎週会場の状況を発表。開催初日、ラウンド終了時に集客状況や会場の雰囲気、人気メニューや行列状況、次のラウンドのオススメポイントなど、激辛初心者からプロまでを刺激する情報が提供された。
- 緊急スポット「激辛癒し研究所」の設置

安心して楽しめるグルメ祭りになるよう、召し上がった後の激辛を癒せるような「かき氷」、お酒の入った「オトナのかき氷」といったメニューも用意された。
- 激辛グルメ祭りスタンプラリー

roundごと全店舗を制覇した方に次回会場内で使える1,200円券を、全round全店舗を制覇すると実店舗で使える食事券がプレゼントされた。
【出店店舗】
【1st round　8月21日(火) - 26日(日)】
- キング軒　（汁なし担担麺）　※初出店
- くんかれ（燻製カレー）※初出店
- 麻布バッファローウイングス（アメリカ料理）※初出店
- プングム（朝鮮料理）
- 陳家私菜（中国料理）
- トンタイ（タイ料理）※初出店
- 唐辛子バル チレデルナ（メキシコ料理）※初出店
- BANH XEO SAIGON バインセオサイゴン（ベトナム料理）
- モンゴリアン・チャイニーズBAO（モンゴル・中国料理）

【2nd round　8月28日(火) - 9月2日(日)】
- スパイスラーメン点と線（ラーメン）※初出店
- 横浜ボンベイ 高田馬場店（カレー）
- Trattoria BUBU（イタリア料理）※初出店
- プングム（朝鮮料理）
- 陳家私菜（中国料理）
- 京華樓（四川料理）
- プーピン（タイ料理）※初出店
- BANH XEO SAIGON バインセオサイゴン（ベトナム料理）
- 宇都宮餃子館（餃子専門店）

【3rd round　9月4日(火) - 9日(日)】
- ファイヤーホール4000（中国料理）※初出店
- ALDO（ペルー料理）
- サフラン池袋 幻のインド料理（インド料理）
- 下北沢 天華（中国料理）
- アムリタ食堂（タイ料理）※初出店
- 京華樓（四川料理）
- 肉のスタミナ屋（焼肉）
- ヴェトナム・アリス（ベトナム料理）
- 宇都宮餃子館（餃子専門店）

【4th round 9月11日(火) - 17日(月・祝)】
- 辛麺屋 一輪（ラーメン）※初出店
- スペインクラブ（スペイン料理）
- ソウルフードインディア（インド料理）
- ホルモン焼 幸永（朝鮮料理）
- マレーアジアンクイジーン（マレーシア料理）※初出店
- アジアンタワン168（タイ料理）
- 晴々飯店（中国四川料理）※初出店
- ソウルフードバンコク（タイ料理）
- 赤い壺（唐辛子料理専門店）

### 2019年（第7回）
- 期間：2019年8月7日(水) - 9月18日(水)
- 会場：新宿・歌舞伎町大久保公園特設会場
- スケジュール
  - 1st round　8月7日(水) - 14日(水)
  - 2nd round　8月16日(金) - 21日(水)
  - 3rd round　8月23日(金) - 28日(水)
  - 4th round　8月30日(金) - 9月4日(水)
  - 5th round　9月6日(金) - 11日(水)
  - 6th round　9月13日(金) - 18日(水)

※8月15日、8月22日、8月29日、9月5日、9月12日は休業
- 会場：新宿・歌舞伎町大久保公園特設会場
- 主催：激辛グルメ祭り実行委員会、テレビ朝日
- 共催：歌舞伎町タウン・マネージメント
- 協賛： アサヒスーパードライ、ブレスケア、暴君ハバネロ
- 協力：歌舞伎町商店街振興組合、歌舞伎町二丁目町会
- 後援：新宿区

【出店店舗】（あいうえお順）
【1st round　 8月7日(水) - 14日(水)】 
- アムリタ食堂（タイ料理）
- 一輪（ラーメン）
- 四川料理 京華樓（四川料理）
- サフラン池袋 幻のインド料理（インド料理）
- 辛ちゃん　シンチャン（朝鮮料理）
- チャオエムカフェ（ベトナム料理）
- 陳家私菜　チンカシサイ（四川料理）
- 麺屋 まぜはる（台湾まぜそば）
- ペルー料理＆バル ALDO（ペルー料理）

【2nd round 8月16日(金) - 21日(水) 】
- Tokyo spice curry 赤と黒（カレー）
- 一輪（ラーメン）
- 京華樓（四川料理）
- クンヤ―（タイ田舎料理）
- 咖哩なる一族（チーズとジビエ）
- 陳家私菜（チンカシサイ）
- バインセオ サイゴン（ベトナム料理）
- プサンアジメ（朝鮮料理）
- モンゴリアン・チャイニーズBAO（羊料理）

【3rd round 8月23日(金) - 28日(水) 】
- 炎麻堂エンマドウ（中華料理）
- スペインクラブ（スペイン料理）
- ソウルフードインディア（インド料理）
- ソウルフードバンコク(タイ料理)
- 台湾小吃 美　タイワンシャオツーメイ（台湾料理）
- チャンドゥ・ハウス（成都料理）
- 居酒屋とよじろう（黒豚料理）
- 拉麺一匠 DEAD OR ALIVE（ラーメン）
- ロータスパレス（ベトナム料理）

【4th round 8月30日(金) - 9月4日(水) 】
- 宇都宮餃子館（餃子専門店）
- 親鳥専門店 ばかたれ（親鳥専門店）
- 四川麻辣湯　シセンマーラータン（四川薬膳料理）
- じもん（ラーメン）
- 晴々飯店　セイセイハンテン（四川料理）
- ソウルフードインディア（インド料理）
- ソウルフードバンコク(タイ料理)
- TRATTORIA BUBU（トラットリアブブ）
- MARZAC7マルザックセブン（ワインバル）

【5th round 9月6日(金) - 11日(水) 】
- 宇都宮餃子館（餃子専門店）
- タイ料理 クルアチャオプラヤー（タイ料理）
- たこ焼専門店 くれおーる（たこ焼き）
- ホルモン焼 幸永　ホルモンヤキコウエイ（ホルモン焼き）
- 謝朋酒樓　シャホウシュロウ（四川料理）
- プングム（朝鮮料理）
- 三田麺屋 やっとこ(ラーメン)
- 海老と麺 シモキタシュリンプ（海老料理）
- ピラミッド（ドイツ料理）

【6th round 9月13日(金) - 18日(水) 】
- 赤い壺（とうがらし料理専門店）
- 麻布バッファローウイングス（アメリカ料理）
- アジアンタワン168（タイ料理）
- 燻製カレー くんかれ（カレー）
- ホルモン焼 幸永　ホルモンヤキコウエイ（ホルモン焼き）
- 汁なし担担麺ピリリ（四川料理）
- スペインクラブ（スペイン料理）
- 浅草 肉のスタミナ屋（肉寿司）
- プングム（朝鮮料理）

### 2022年（第8回）
- 期間：8月26日（金）- 10月3日（月）
- 営業時間11:00～21:00
- 会場：新宿・歌舞伎町大久保公園特設会場
- 料金：入場無料（飲食は有料）
- 主催：激辛グルメ祭り実行委員会/株式会社テレビ朝日・T S P太陽株式会社
- 共催：歌舞伎町タウン・マネージメント
- 後援：新宿区
- 協力：歌舞伎町商店街振興組合、歌舞伎町二丁目町会
- 協賛：アサヒ飲料株式会社、株式会社名畑、ブレスケア、TAMA-KYU

2013年から開催している「激辛グルメ祭り」
新型コロナウイルスの影響で一昨年、昨年と開催見送りになっていましたが、今年3年ぶりに大復活！
最長39日間で総勢42店舗が出店する、まさに激辛の祭典が新宿・歌舞伎町で開催中！
撮影スポット設置、カプセルトイコーナー（激辛グルメ祭りのキーホルダーのガチャガチャ）登場�
【出店店舗】
- 本格ベトナム料理 マイヒエン　8/26(金)~9/4(日)
- 赤い壺　8/26(金)~9/4(日)
- サファリ アフリカンレストランバー　8/26(金)~9/1(木)
- 神田餃子居酒屋WARASHIBE GYOZA 8/26(金)~8/31(水)
- 陳家私菜　8/26(金)~9/4(日)
- アムリタ食堂　8/26(金)~9/5(月)
- 新大久保プデチゲ　8/26(金)~9/8(木)
- 辛麺華火　8/26(金)~9/5(月)
- 麺屋やっとこ　8/26(金)~9/12(月)✳︎9/1(木)・9/6日(火)定休日
- はちまん餃子　9/2(金)~9/7(水)
- ナングロガル　9/3(土)~9/8(木)
- 居酒屋とよじろう　9/6(火)~9/13(火)
- 月島スペインクラブ　9/6(火)~9/11(日)
- 謝朋酒樓　9/6(火)~9/13(火)
- 恵比寿ガパオ食堂　9/7(水)~9/12(月)
- 俺のラーメンこうた　9/7(水)~9/12(月)
- シモキタ　シュリンプ　9/9(金)~9/14(水)
- OKINAWAN BAR MAMI-ANA    9/10(土)~9/15(木)
- チュクミドサ　9/10(土)~9/15(木)
- 親鳥専門店ばかたれ　9/13(火)~9/20(火)
- 自家製麺ほうきぼし　9/14(水)~9/19(月祝)
- タイ田舎料理クンヤー　9/14(水)~9/19(月祝)
- 拉麺一匠DEADorALIVE   9/14(水)~9/19(月祝)
- TRATTORIA BUBU   9/15(木)~9/21(水)
- 鉄板中華仁　  9/15(木)~9/21(水)
- 一味玲玲　9/16(金)~9/21(水)
- 幻のインド料理サフラン池袋　9/17(土)~9/25(日)
- ヨプの王豚塩焼×マイマイ　9/17(土)~9/25(日)
- 汁なし担担麺ピリリ　9/21(水)~9/26(月)
- マレー・アジア・クイジーン　9/21(水)~9/26(月)
- ど・みそ　9/21(水)~9/26(月)
- Earth eats   9/22(木)~9/26(火)
- 四川料理京華樓　9/23(金祝)~10/3(月)
- 宇都宮餃子館　9/23(金祝)~10/3(月)
- 蒙古タンメン中本　9/23(金祝)~9/27(火)
- ラホール外神田　9/27(火)~10/3(月)
- プサンアジメ人形町　9/27(火)~10/3(月)
- 福盛楼　9/28(水)~10/3(月)
- アジアンタワン168   9/28(水)~10/3(月)
- 辛麺屋一輪　9/28(水)~10/3(月)
- MARZAC7    9/29(木)~10/3(月)
- ハバネロ研究所　9/29(木)~10/3(月)

### 激辛グルメ春祭り2019
- 期間:2019年5月10日(金) - 20日(月)
- スケジュール
  - 1st round　5月10日(金) - 14日(火)
  - 2nd round　5月16日(木) - 20日(月)
- 会場：新宿・歌舞伎町シネシティ広場特設会場
- 料金：入場無料・食券制
- 主催：激辛グルメ祭り実行委員会
- 共催：歌舞伎町タウン・マネージメント
- 後援：新宿区

春祭りとしては初開催。歌舞伎町の中心にあるシネシティ広場にて、行列のできる人気激辛グルメ店だけを12店舗集めて開催。たった10日間で来場者数5万5千人を記録。
ラーメン(担々麺含む)・カレー・麻婆豆腐・手羽先・パエリア・アヒージョ・ホルモン・タッカルビ・小籠包・餃子・ガパオ・ペンネで毎日満席行列となり
一部入場規制になるほどであった。また、テレビ・新聞・雑誌・WEB等のメディアでも多数取り上げられ、5万5千人という来場者数は、歌舞伎町シネシティ広場の過去最高の集客人数となり、新宿の歴史を塗り替えることとなった。

### 激辛グルメ春祭り2023
- 期間:2023年5月4日(木) - 16日(火)
- スケジュール
  - 1st round　5月4日(木) - 9日(火)
  - 2nd round　5月10日(水) - 16日(火)
- 会場：新宿・歌舞伎町シネシティ広場特設会場
- 料金：入場無料
- 主催：激辛グルメ祭り実行委員会
- 共催：歌舞伎町タウン・マネージメント
- 後援：新宿区
- 協力：歌舞伎町商店街振興組合/歌舞伎町二丁目町会
- 協賛:KIRIN  Nudge

【出店店舗】
【1st round　5月4日(火) - 9日(火)】
- 陳家私菜
- TRATTORIA BUBU
- プサンアジメ
- 神田餃子居酒屋WARASHIBE GYOZA
- 赤い壺

【2nd round 5月10日(水) - 16日(火) 】
- 四川料理京華樓
- ど・みそ
- 新大久保プデチゲ駅前
- 宇都宮餃子館
- スペインクラブ

### 激辛グルメ祭り　名古屋 2019
- 名称：激辛グルメ祭り　2019　in栄ミナミ
- 店舗候補：中国料理・朝鮮料理・インド料理・タイ料理　等々
- 期間：2019年9月11日(水) - 10月6日(日)
- スケジュール
  - 1st round 2019年9月11日(水) - 9月16日(月・祝) – 6間日
  - 2nd round 2019年9月18日(水) - 9月23日(月・祝) - 6日間
  - 3rd round 2019年9月25日(水) - 9月29日(日) - 5日間
  - 4th round 2019年10月2日(水) - 10月6日(日) - 5日間
- 開催場所：矢場公園特設会場 （名古屋市中区栄3-26）
- 料金：入場無料・食券制
- 主催：激辛グルメ祭り実行委員会　メ～テレ　テレビ朝日　テレビ愛知企画
- 出店店舗：合計延べ32店舗。東京から4店舗、名古屋から4店舗がround毎に入れ替え。
- 協力：栄ミナミまちづくりの会、栄ミナミを住みよくする会、栄ミナミ商店街連盟、栄ミナミまちづくり株式会社
- 後援：名古屋市、名古屋観光コンベンションビューロー
- 公式ウェブサイト

### 激辛グルメ祭り　広島2019
- 名称：激辛グルメ祭り　2019　そごう広島編
- 店舗候補：中国料理・朝鮮料理・インド料理・タイ料理　等々
- 期間2019年10月4日(金) - 27日(日)
- スケジュール
- 1st round　2019年10月4日(金) - 6日(日) - 3日間

　　　　　　　2019年10月11日(金) - 14日(月・祝) - 4日間
- 2nd round　2019年10月18日(金) - 20日(日) - 3日間

　　　　　　　2019年10月25日(金) - 27日(日) - 3日間
- 開催場所：そごう広島店 本館屋上ビアガーデン （広島市中区基町6-27）
- 料金：入場無料・食券制
- 主催：激辛グルメ祭り実行委員会　広島ホームテレビ　テレビ朝日
- 公式ウェブサイト

### 2020年（コロナ影響でイベント見送り　メニューをネット通販で販売）
- 名称：「おうちで激辛グルメ祭り」「おうちでガーリック＆チーズパラダイス」
- 期間2020年10月5日(月) - 販売中
- 販売サイト
- 主催：激辛グルメ祭り実行委員会　テレビ朝日
- 協賛：(株)アクティオ
- 公式ウェブサイト

【おうちで激辛グルメ祭り参加店舗】
- たこ焼専門店 くれおーる（たこ焼）
- 謝朋酒樓　シャホウシュロウ（四川料理）
- クンヤ―（タイ田舎料理）
- アムリタ食堂（タイ料理）
- ホルモン焼 幸永（ホルモン焼き）
- 汁なし担担麺ピリリ（四川料理）
- 赤い壺（とうがらし料理専門店）
- アジアンタワン168（タイ料理）
- 三田麺屋 やっとこ(ラーメン)
- 親鳥専門店 ばかたれ（親鳥専門店）
- 居酒屋とよじろう（黒豚料理）
- 拉麺一匠 DEAD OR ALIVE（ラーメン）
- プサンアジメ（朝鮮料理）
- 陳家私菜（四川料理）
- 麺屋 まぜはる（台湾まぜそば）
- サフラン池袋 幻のインド料理（インド料理）
- 俺のラーメン こうた（ラーメン）
- 鉄板中華 仁（四川料理）
- ダルシムカリー（インド料理）
- ナングロガル（ネパール料理）
- 自家製麺 ほうきぼし（ラーメン）
- ラホール外神田店（カレー）
- TRATTORIA BUBU（トラットリアブブ）
- ど・みそ（ラーメン）

【おうちでガーリック＆チーズパラダイス参加店舗】
- ぼっけもんらーめん（ラーメン）
- NEST CHICKEN（フライドチキン）
- 町屋バル SANKAKUYA（ワインバル）
- クンヤ―（タイ田舎料理）
- 自家製麺 ほうきぼし（ラーメン）
- Tsunami. Ebisu Tokyo（ハワイアン料理）
- たこ焼専門店 くれおーる（たこ焼）
- オカダガーリック（大衆酒場）
- TRATTORIA BUBU（トラットリアブブ）
- 白いつぼ（ガーリック料理）

## CM
空前の激辛グルメブームにより、激辛グルメ祭りの来場者数が激しく増加している中、激辛グルメ祭り実行委員会は国民的激辛調査で判明した「若い女性は激辛グルメ好き」という結果をもとに、TVCMを制作放送。
- 「行くぞ！激辛～黙々と～」篇

ミス立教コンテスト2018グランプリの高木由梨奈を起用。
2019年7月17日(水)より放送。
生粋の激辛グルメファンである美女が見るからに辛そうな麻婆豆腐を一心不乱に食べ続けるシーンが印象的。
- 「行くぞ！激辛～ワイワイと～」篇

原宿発の五人組のアイドルグループ、神宿を起用。
2019年7月23日(火)より放送。
「辛い！でも美味い！」と自然なリアクションが話題に。
- 「おうちで激辛グルメまつり」篇

元GEM・ONE CHANCEのメンバー、小栗かこを起用。
2018年、2020年放送。
眼鏡をかけた美女が汗だくになりながら一心不乱に食べるのが印象的。